# Paloh (Tanah Pasir)
Paloh is een bestuurslaag in het regentschap Aceh Utara van de provincie Atjeh, Indonesië. Paloh telt 993 inwoners (volkstelling 2010).